# Kokkapää
Kokkapää är en halvö i Finland. Den ligger i sjön Orivesi och i kommunen Rääkkylä i den ekonomiska regionen  Mellersta Karelens ekonomiska region  och landskapet Norra Karelen, i den sydöstra delen av landet, 300 km nordost om huvudstaden Helsingfors.